# Arranque neumático

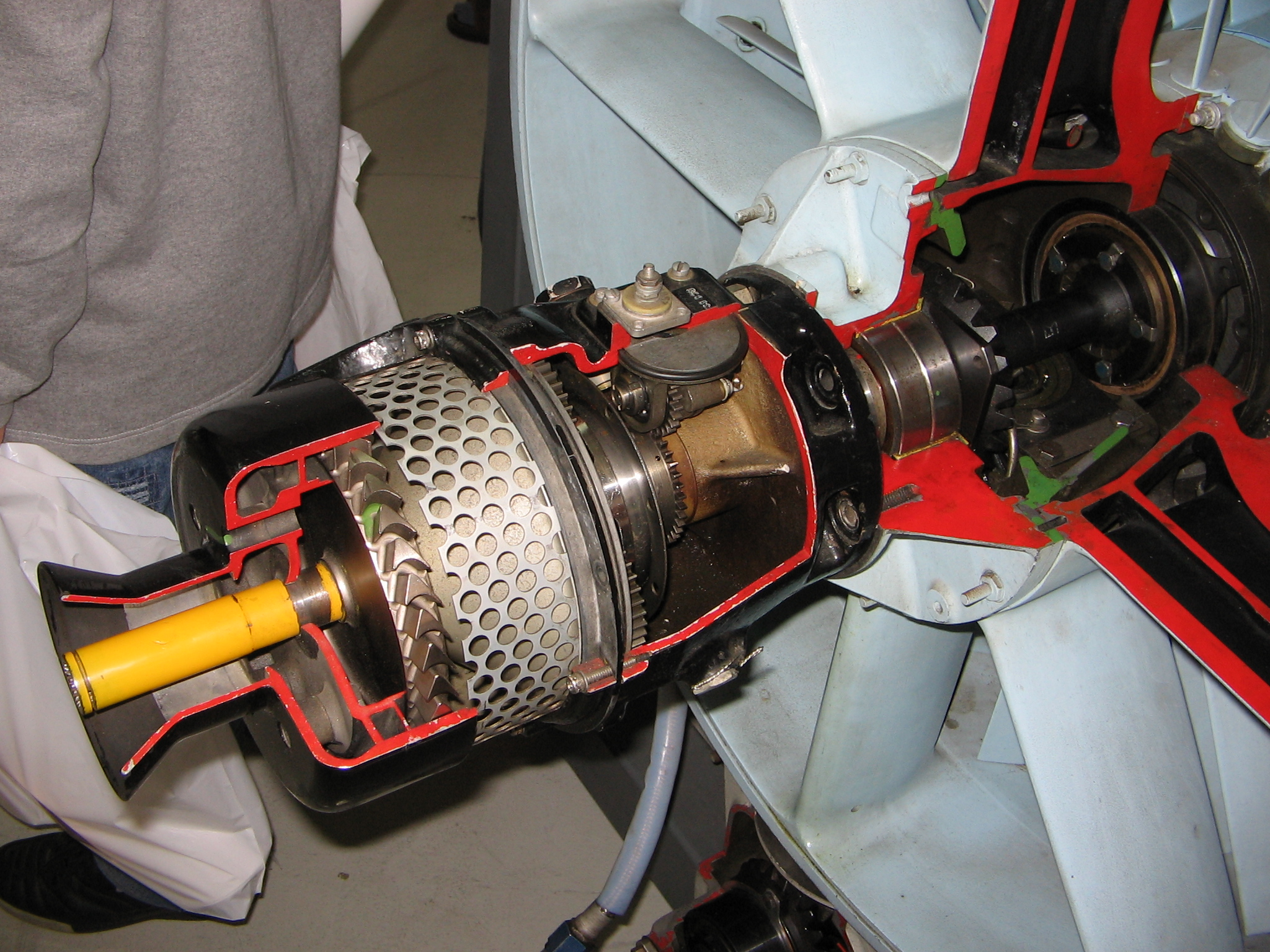
Sistema de arranque neumático seccionado de un turborreactor General Electric J79. La pequeña turbina (al lado del eje amarillo) y el engranaje epicicloidal (a la derecha de la pantalla de metal perforada) son claramente visibles.

Un arranque neumático es una fuente de energía utilizada para proporcionar la rotación inicial para arrancar motores diésel grandes así como turbinas de gas.

## Motores diesel

### Arranque directo
Comparado con un motor de gasolina, un motor diésel tiene una relación de compresión muy alta, una característica de diseño esencial, ya que es el calor de compresión lo que enciende el combustible. Un arranque eléctrico con suficiente potencia para "arrancar" un motor diésel grande, sería en sí mismo de una dimensión que no sería práctico, por lo tanto, surge la necesidad de un sistema alternativo.
Para arrancar el motor, se deja pasar aire comprimido a cualquier cilindro que tenga un pistón justo sobre el punto muerto superior, forzándolo hacia abajo. Cuando el motor comienza a girar, la válvula de arranque de aire en el siguiente cilindro se abre para continuar el giro. Después de varias rotaciones, se inyecta combustible en los cilindros, el motor comienza a funcionar y se corta el aire.
De hecho, mediante el uso de un sistema de arranque neumático directo, se agrega una complejidad significativa al motor, ya que la culata debe tener una válvula adicional en cada cilindro para admitir el aire para el arranque, más los sistemas de control requeridos. Esta complejidad y costo adicionales limitan el uso de arranques neumáticos para motores recíprocos muy grandes y caros.

### Motor de arranque
Otro método para arrancar con aire un motor de combustión interna es mediante el uso de aire comprimido o gas para impulsar un motor de fluido en lugar de un motor de arranque eléctrico. Se pueden usar para arrancar motores de un tamaño de 5 a 320 litros y si se necesita más potencia de arranque, se pueden usar dos o más motores. Los arranques de este tipo se utilizan en lugar de motores eléctricos debido a su menor peso y mayor fiabilidad. También pueden durar más de un arranque eléctrico por un factor de tres y son más fáciles de construir. Los motores que operan en actividades de minería subterránea tienden a operar en este tipo de sistema de arranque para reducir el riesgo de que un sistema eléctrico encienda material inflamable.

## Turbinas de gas
Un arranque neumático en un motor de turbina normalmente consiste en una turbina radial de flujo interno, o turbina de flujo axial, que está conectada a a un compresor de alta presión a través de la caja de engranajes de accesorios, más las tuberías y válvulas asociadas. El aire comprimido se suministra a partir del sistema neumático de la unidad de potencia auxiliar de la aeronave o de un compresor de aire montado en un equipo de apoyo en tierra .

## Ventajas
En comparación con los arranques eléctricos, los arranques neumáticos tienen una mayor relación peso-potencia. Los arranques eléctricos y su cableado pueden calentarse excesivamente si se tarda más tiempo del esperado en arrancar el motor, mientras que los arranques de aire pueden funcionar siempre que dure el suministro de aire. Los arranques de turbina son mucho más sencillos y se ajustan perfectamente a los motores de turbina, por lo que se utilizan ampliamente en los grandes motores de turbohélice utilizados en aviones comerciales y militares.